# Créhen
Créhen (bretonisch: Krehen; Gallo: Qerhin) ist eine französische Gemeinde mit 1.664 Einwohnern (Stand: 1. Januar 2022) im Département Côtes-d’Armor der Region Bretagne in Nordwest-Frankreich. Créhen gehört zum Arrondissement Dinan und zum Kanton Plancoët. Die Einwohner werden Créhennais genannt.

## Geographie
Créhen liegt etwa 22 Kilometer nordwestlich von Dinan. Der Arguenon begrenzt die Gemeinde im Nordwesten, an der südwestlichen Gemeindegrenze verläuft sein Zufluss Montafilan. Umgeben wird Créhen von den Nachbargemeinden
- Saint-Jacut-de-la-Mer im Norden,
- Beaussais-sur-Mer mit Trégon im Nordosten und Ploubalay im Osten und Nordosten,
- Languenan im Südosten,
- Corseul im Süden,
- Plancoët im Westen und Südwesten,
- Saint-Lormel im Westen,
- Saint-Cast-le-Guildo im Nordwesten.

## Sehenswürdigkeiten
Siehe auch: Liste der Monuments historiques in Créhen
- Kirche Saint-Pierre, teilweise noch aus dem 11. Jahrhundert
- Burgruine Le Guildo aus dem 12. Jahrhundert, seit dem 17. Jahrhundert dem Verfall preisgegeben, während der Französischen Revolution als Steinbruch genutzt, Monument historique seit 1951

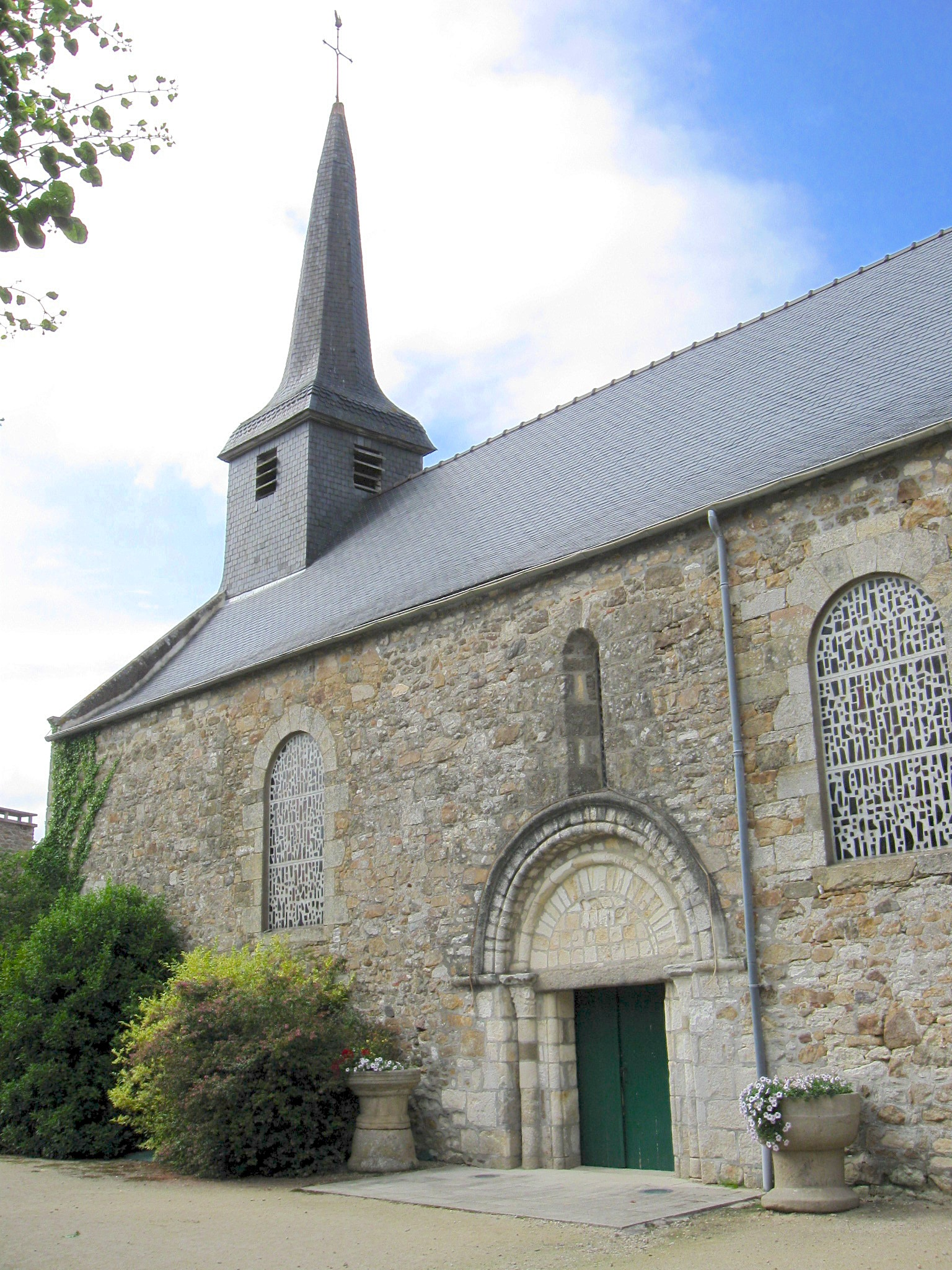
Kirche Saint-Pierre
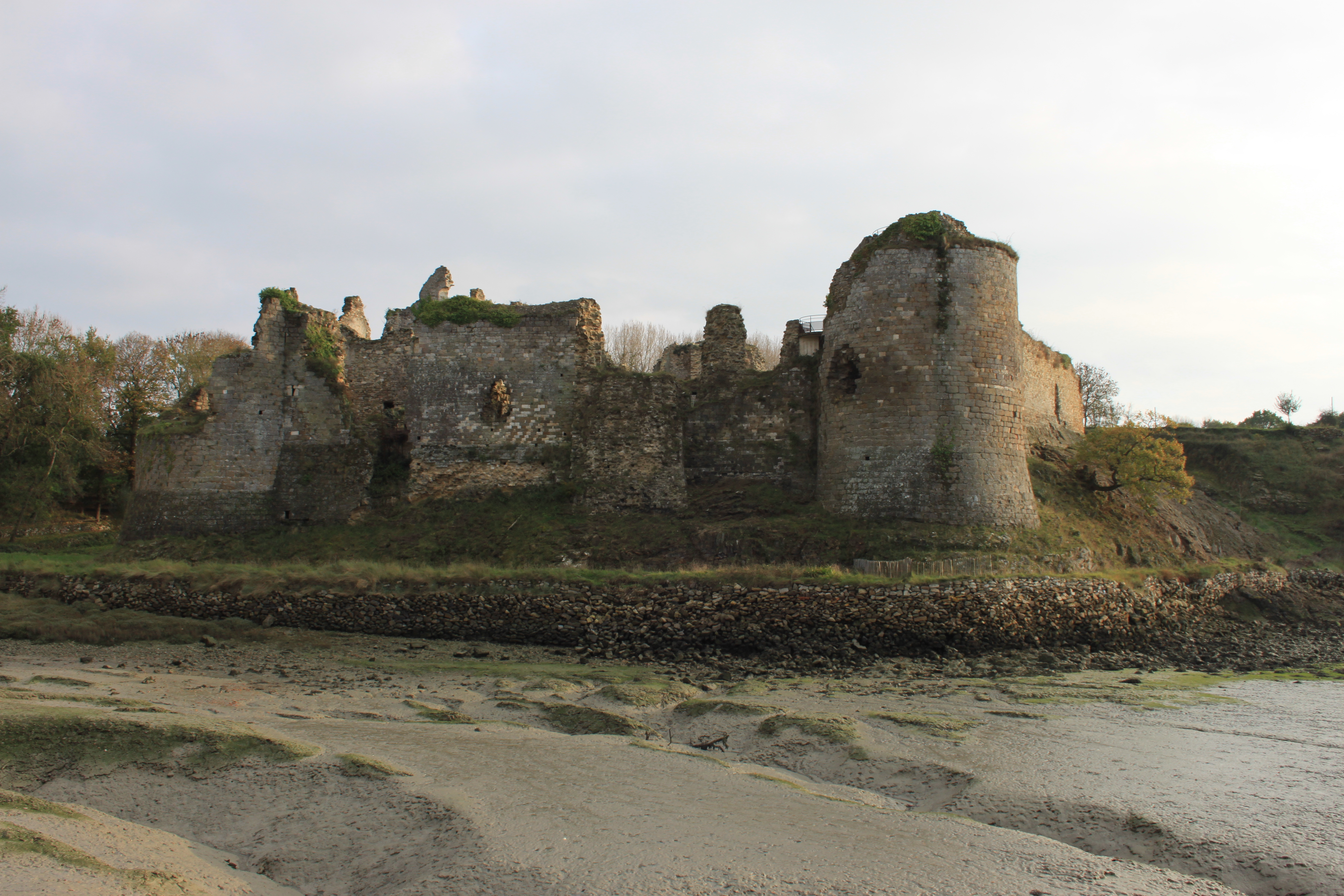
Burgruine Le Guildo
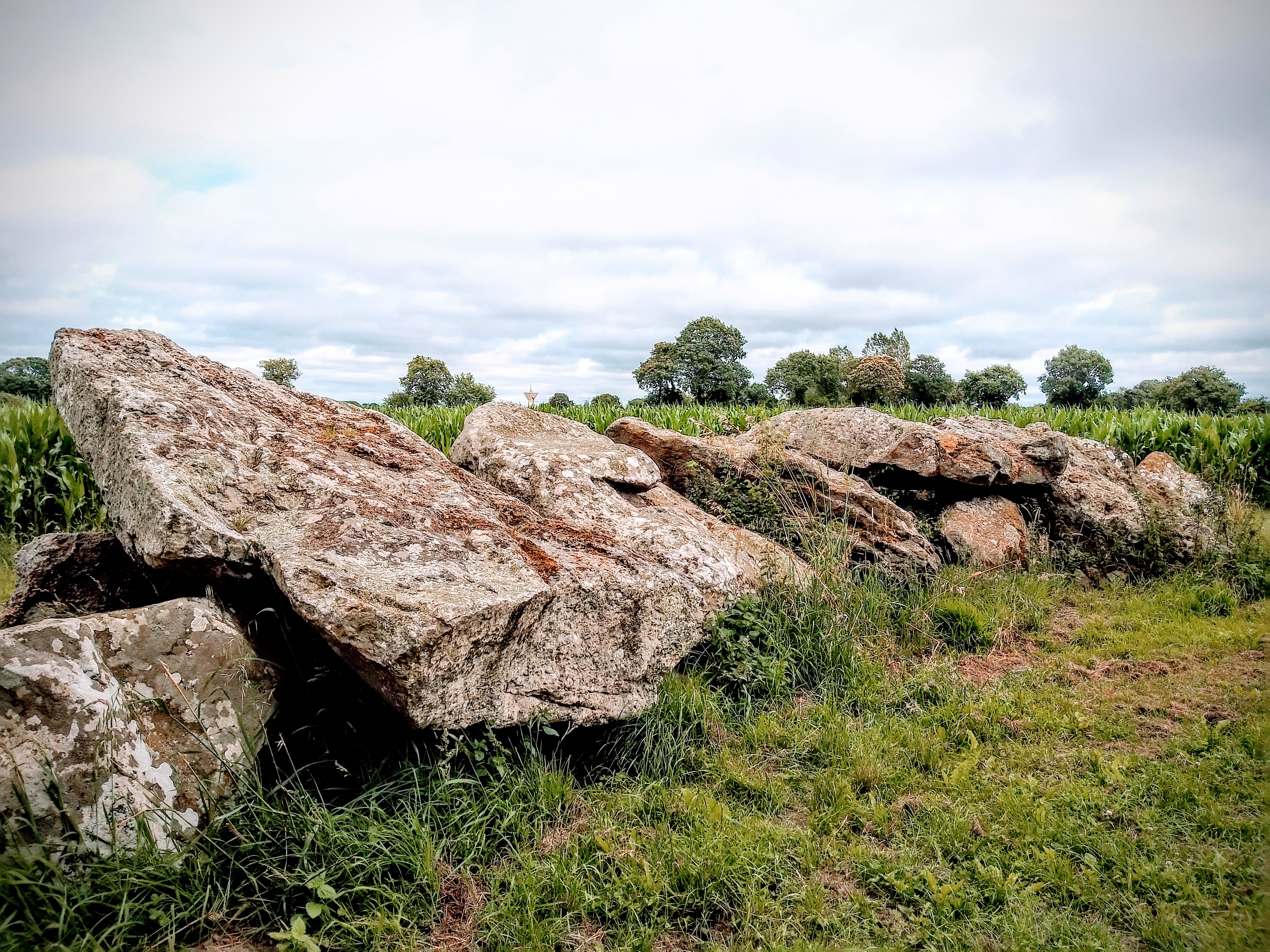
Allée couverte de la Ville Génouhan

## Bevölkerungsentwicklung
| Jahr                      | 1793 | 1846 | 1896 | 1911 | 1946 | 1962 | 1968 | 1975 | 1982 | 1990 | 1999 | 2006 | 2013 |
| Einwohner                 | 1454 | 1672 | 1596 | 1507 | 1629 | 1314 | 1300 | 1318 | 1452 | 1493 | 1479 | 1621 | 1711 |
| Quelle: Cassini und INSEE |      |      |      |      |      |      |      |      |      |      |      |      |      |